# I-ťing (mnich)
I-ťing (čínsky pchin-jinem Yìjìng, znaky zjednodušené 义净, tradiční 義淨; 635–713) byl čínský buddhistický mnich a cestovatel, který žil za dynastie Tchang. Do historie se zapsal zejména díky svým zápiskům, které pořídil na svých cestách skrze Čínu, království Šrívidžaju, indickou Nálandu ale i další země. Je též znám provedením velkého množství překladů buddhistických textů ze sanskrtu do čínštiny.

## Cesta do Šrívidžaji a Nálandy
I-ťing se stal buddhistickým mnichem ve svých čtrnácti letech. Byl obdivovatelem dalších významných poutníků té doby jako byli Fa-sien a Süan-cang. Když se I-ťingovi podařilo sehnat finančního sponzora pro své cesty, rozhodl se navštívit nejvýznamnější buddhistická centra té doby jako byly např. univerzita v Nálandě či Biháru, aby zde studoval buddhismus. I-ťing vyplul z čínského přístavního města Kanton (Kuang-čou) a již za 22 dní dorazil do Šrívidžaji, tedy do říše rozkládající se na území Sumatry a dalších přilehlých ostrovů i na části Malajského poloostrova.

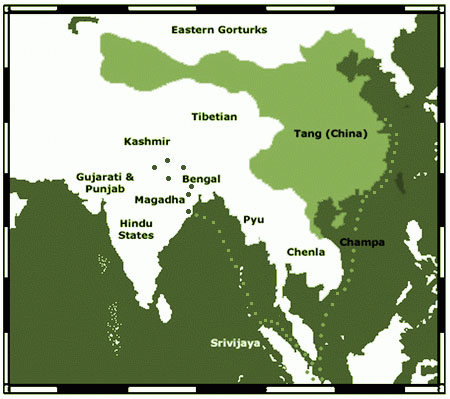
Mapka s vyznačením I-ťingovy cesty

Zde strávil celých šest měsíců studiem sanskrtu a malajštiny a poté navštívil Malajské království. Poté odcestoval na východní pobřeží Indie, kde potkal staršího mnicha, u kterého absolvoval roční pobyt vyplněný studiem sanskrtu. Poté se připojil ke skupině obchodníků, se kterými navštívil asi 30 dalších zemí menších velikostí. Asi na půli cesty do Nálandy začal I-ťing pociťovat nevolnost a brzy nebyl schopen ani chodit, pročež zůstal daleko za karavanou obchodníků. Brzy na to jej přepadli zloději a svlékli jej do naha. I-ťing zaslechl, že místní domorodci hledají někoho s bílou kůži, aby jej obětovali bohům, proto skočil do bláta, pokryl se listy a pokračoval dále do Nálandy. Když tam dorazil, zůstal tam celých 11 let.

## Návrat domů
V roce 687 se I-ťing při svém návratu domů do Číny opět zastavil ve Šrívidžaji ve městě Palembang, což bylo jedno z hlavních buddhistických center celé oblasti. I-ťing zde zůstal dva roky, během kterých se věnoval překladu sanskrtských buddhistických textů do čínštiny. I-ťing ve svých textech chválí vysokou úroveň vzdělání mnichů ve Šrívidžaji. Čínským mnichům pak doporučoval, aby zde studovali a až pak se vydali do Nálandy. V roce 689 se vrátil do Kantonu, aby obdržel papír a inkoust, kterého se mu ve Šrívidžaji nedostávalo, a ještě téhož roku se navrátil nazpět do Šrívidžaji. Roku 695 dokončil svou překladatelskou činnost, jejímž výsledkem bylo mnoho překladů buddhistických textů i súter. Jeho cesta trvala celkem 25 let a zápisky z těchto cest jsou dnes cenným dokladem tehdejší doby.